# 6e Brigade d'appui au combat du Canada
 (novembre 2022).
La 6e Brigade d'appui au combat du Canada (en anglais : 6th Canadian Combat Support Brigade, en anglais : 6th Canadian Combat Support Brigade) (6 BACC) est une brigade d'appui au combat des Forces armées canadiennes qui fait partie de la 5e Division canadienne de l'Armée canadienne. Elle est réparti sur différentes bases au Canada. Le quartier général est basé sur la Base des Forces Canadienne Gagetown, près de Fredericton, au Nouveau-Brunswick.

## Unités
Structure de la 6 BACC
| 4e régiment d'artillerie (appui général)              | Artillerie royale canadienne            | BFC Gagetown |
| 4 Régiment d'appui du génie                           | Génie royal canadien                    | BFC Gagetown |
| 21 Régiment de guerre électronique                    | Corps des transmissions royal du Canada | BFC Kingston |
| Régiment du Renseignement De L'Armée Canadienne       | Renseignement de l'Armée canadienne     | BFC Kingston |
| Force opérationnelle des activités d’influence (FOAI) |                                         | BFC Kingston |

## Histoire
La 6e BACC a été créé en avril 2018. L'objectif de la formation est de générer des forces professionnelles spécialisées capables de fournir des catalyseurs et des effets de soutien au combat soutenus, évolutifs et coordonnés à toutes les opérations. La 6e BACC est une formation mixte de soldats de la Force régulière et de la Première réserve, appuyés par des civils, qui opèrent aux côtés de collègues pangouvernementaux, d'organismes non gouvernementaux et de partenaires de la coalition pour soutenir les missions des Forces armées canadiennes. 
Contrairement aux autres brigades de la Force régulière ( 1er Groupe-brigade mécanisé du Canada, 2e Groupe-brigade mécanisé du Canada et 5e Groupe-brigade mécanisé du Canada ), la 6 BACC n'est pas une brigade mécanisée et ne combattra pas seule ni ne sera impliquée en tant qu'entité de combat principale.